# Paulo Porto
Paulo Porto (Muriaé, 1º de setembro de 1917 — Rio de Janeiro, 3 de julho de 1999) foi um ator brasileiro de rádio, teatro, cinema e televisão. Trabalhou também como diretor, roteirista e produtor.

## Biografia
Paulo Epaminondas Ventania Porto, mais conhecido como Paulo Porto, nasceu na cidade de Muriaé (Minas Gerais), em 01 de setembro de 1917, sendo filho de Alda e Epaminondas Porto. 
Estreou no teatro numa versão amadora de Romeu e Julieta em 1938, ao lado de Sônia Oiticica e profissionalmente na peça O Avarento em 1940, na Companhia Teatral de Procópio Ferreira. Em 1941 integrou a companhia teatral de Joracy Camargo. 
Radicou-se no Rio de Janeiro em 1940 e foi um dos pioneiros do rádio e da televisão. Estreou no cinema em 1947, com o filme Asas do Brasil, dirigido por Moacyr Fenelon. Protagonizou filmes baseados na obra de Nelson Rodrigues como Toda Nudez Será Castigada e O Casamento, dirigidos por Arnaldo Jabor.
Estava internado há mais de vinte dias devido a uma pneumonia, quando faleceu em 3 de julho de 1999, aos 81 anos, em decorrência de uma parada cardíaca.

## Carreira

### Cinema
| Ano  | Título                                        | Personagem            | Notas                                 |
| ---- | --------------------------------------------- | --------------------- | ------------------------------------- |
| 1947 | Asas do Brasil                                | —                     |                                       |
| 1948 | Inconfidência Mineira                         | Padre Inácio Nogueira |                                       |
| 1949 | O Dominó Negro                                | Fotógrafo             |                                       |
| 1949 | O Homem que Passa                             | Conrado               |                                       |
| 1951 | Milagre de Amor                               | Renato                |                                       |
| 1965 | Um Ramo para Luísa                            | Paulo                 | Também produtor e roteirista          |
| 1968 | Fome de amor                                  | Alfredo               | Também produtor                       |
| 1968 | Roberto Carlos e o Diamante Cor-de-Rosa       | Médico                |                                       |
| 1969 | A Penúltima Donzela                           | Oswaldo               | Também produtor e roteirista          |
| 1969 | O Bravo Guerreiro                             | —                     |                                       |
| 1970 | Os Herdeiros                                  | Medeiros              |                                       |
| 1970 | Pra Quem Fica, Tchau                          | —                     | Também produtor                       |
| 1971 | Como Ganhar na Loteria sem Perder a Esportiva | Afrânio               |                                       |
| 1971 | Em Família                                    | Jorge                 | Também produtor, diretor e roteirista |
| 1973 | As Moças Daquela Hora                         | —                     | Produtor, diretor e roteirista        |
| 1973 | Os Primeiros Momentos                         | Membro da família     |                                       |
| 1973 | Toda Nudez Será Castigada                     | Herculano             | Também produtor                       |
| 1976 | O Casamento                                   | Sabino                |                                       |
| 1978 | A Noiva da Cidade                             | —                     |                                       |
| 1978 | Fim de Festa                                  | Marcelo               | Também produtor e diretor             |
| 1979 | As Borboletas Também Amam                     | Professor Raimundo    | Também produtor                       |
| 1979 | O Bom Burguês                                 | Valadares             |                                       |
| 1982 | Pra frente, Brasil                            | —                     |                                       |
| 1982 | Os Paspalhões em Pinóquio 2000                | Senhor                |                                       |
| 1984 | Memórias do Cárcere                           | Sobral Pinto          |                                       |
| 1986 | Com Licença, Eu Vou à Luta                    | Juiz                  |                                       |
| 1987 | Os Fantasmas Trapalhões                       | Nicolas               |                                       |
| 1988 | Dedé Mamata                                   | Avô                   |                                       |

### Televisão
| Ano  | Título              | Personagem                | Notas                                        |
| ---- | ------------------- | ------------------------- | -------------------------------------------- |
| 1953 | Coração Delator     | —                         |                                              |
| 1955 | As Professoras      | —                         |                                              |
| 1957 | Grande Teatro Tupi  | —                         | Episódio: " O Sucesso de Mary Dugan"         |
| 1957 | O Jovem Dr. Ricardo | —                         | Episódio: "Drama nos Bastidores"             |
| 1958 | Primavera           | —                         |                                              |
| 1959 | Trágica Mentira     | —                         |                                              |
| 1965 | A Moreninha         | André                     |                                              |
| 1980 | O Bem-Amado         | Tácito Moscoso            | Episódio: "O Julgamento de Dirceu Borboleta" |
| 1982 | Brilhante           | Guilherme                 |                                              |
| 1988 | Vale Tudo           | Queiroz                   |                                              |
| 1989 | Top Model           | Dr. Paulo                 |                                              |
| 1990 | Desejo              | Alfredo Machado Guimarães | [ 4 ]                                        |

## Teatro[5]
- 1938 - Romeu e Julieta
- 1940 - O Avarento
- 1942 - O Engando pelas Aparências
- 1942 - Uma Tragédia Florentina
- 1944 - A Moreninha
- 1949 - Ele, Ela e o Outro
- 1949 - Como os Maridos Enganam
- 1949 - Festa Shakespeariana
- 1949 - Minha Prima Polonesa
- 1949 - Mulher por Um Minuto
- 1949 - Noite Inesquecível
- 1950 - Como os Maridos Enganam
- 1950 - Eu, Heim?
- 1953 - O Sonho de Uma Noite de Luar
- 1956 - O Presépio de Belém
- 1956 - Poeira de Estrelas
- 1957 - Paixão da Terra
- 1960 - Passeio sob o Arco-Íris
- 1963 - A Paixão
- 1966 - Receita de Vinícius
- 1981 - A Volta por Cima
- 1994 - A Alma Quando Sonha É Teatro